# Limonia phragmitidis
Limonia phragmitidis је инсект из реда двокрилаца - Diptera и породице Limoniidae.

## Распрострањеност
Ово је широко распрострањена палеарктичка врста. На Балкану је позната из Албаније, Босне и Херцеговине, Бугарске, Хрватске, Србије, Грчке и европског дела Турске. У Србији је присутна у равничарском подручју, а одрасле јединке су активне од априла до јуна. Насељава влажне равничарске шуме.

## Опис
Упечатљив инсект, са дугим ногама. Тело је издужено са наранџастим грудима и сивом главом. Крила имају три црне тачке близу предње ивице, а на ногама имају црни прстено. Ларва је семиакватична.

## Галерија
- Карактеристичне тачке на крилу

## Синоними
- Limonia tripunctata (Fabricius, 1781)
- Tipula phragmitidis Schrank, 1781
- Tipula tripunctata Fabricius, 1781